# Armoiries du Lesotho
Les armoiries du Lesotho furent présentées le 4 octobre 1966 lors de l'accession à l'indépendance du pays. Elles montrent en son centre un crocodile, symbole de la dynastie royale. Sous celui-ci, il y a deux armes croisées datant du XIXe siècle. À droite et à gauche du blason, on peut voir deux chevaux Basotho qui le soutiennent.
Dans la partie supérieure, on peut voir le sommet de la montagne nationale. Dans la partie frontale, on peut lire la devise nationale: Khotso, Pula, Nala (Paix, Pluie, Prospérité).
La version de 2006 (azur sur gueules) est à enquerre : elles méconnaissent la règle de contrariété des couleurs.

## Historique
La colonie du Basutoland a reçu des armoiries le 20 Mars 1951. Ces armes représentent un crocodile et incluent la devise KHOTSO KE NALA (la Paix est la Prospérité).

Armoiries du Basutoland
Version entre 1966 et 2006